# Райча (гмина)
Райча (пол. Rajcza) — сельская гмина (волость) в Польше, входит как административная единица в Живецкий повет, Силезское воеводство. Население — 9059 человек (на 2004 год).

## Демография
| Перепись                       | Всего   | Всего | Женщины | Женщины | Мужчины | Мужчины |
| ------------------------------ | ------- | ----- | ------- | ------- | ------- | ------- |
| Единицы                        | человек | %     | человек | %       | человек | %       |
| Население                      | 9059    | 100   | 4621    | 51      | 4438    | 49      |
| Плотность населения (чел./км²) | 69,1    | 69,1  | 35,2    | 35,2    | 33,8    | 33,8    |

## Сельские округа
1. Кичора
2. Райча
3. Рыцерка-Дольна
4. Рыцерка Гурна
5. Суль
6. Звардонь

## Соседние гмины
1. Гмина Истебна
2. Гмина Милювка
3. Гмина Уйсолы